# Razaaq Adoti
Razaaq Adoti (* 27. Juli 1973 in Forrest Gate, London) ist ein britischer Schauspieler nigerianischer Abstammung.

## Karriere
Adoti spielte seine erste größere Rolle im Steven Spielbergs Film Amistad (1997). Zuvor hatte er an verschiedenen Fernsehserien in kleineren Rollen mitgewirkt. Im Jahr 2000 war in Thriller Gangster No. 1 zu sehen. Danach folgten Rollen in den erfolgreichen Filmen Black Hawk Down (2001) an der Seite von Josh Hartnett und Ewan McGregor.  und Resident Evil: Apocalypse (2004). Ebenfalls 2004 war er in Haven zu sehen. 2005 folgte eine Rolle in der Computerspielverfilmung Doom – Der Film. 2006 übernahm er eine Rolle in dem Actionfilm Second in Command. Im gleichen Jahr war er auch in Hard Corps zu sehen.